# 屯門官立小學
屯門官立小學（英語：Tuen Mun Government Primary School），位於香港新界屯門兆康苑，是一間官立全日制男女小學，教學語言以中文為主（英文科除外）。

## 校政管理

### 歷任學校管理委員會主席（等同校監）
- 劉穎雯 女士[2]
- 陳燕萍 女士

### 歷任校長

#### 上午校
- 張觀如 先生[3]
- 饒芳睿 先生[4]
- 湯梅芬 女士[5]

#### 下午校
- 譚湘溥 先生[3]
- 鍾根有 先生[4]
- 繆美英 女士[2]

#### 全日制
- 黃寶華女士（2019-至今）

## 簡介
本校的下午校曾擬與另外三間官立小學合併並遷往葵聯邨現址，但不果

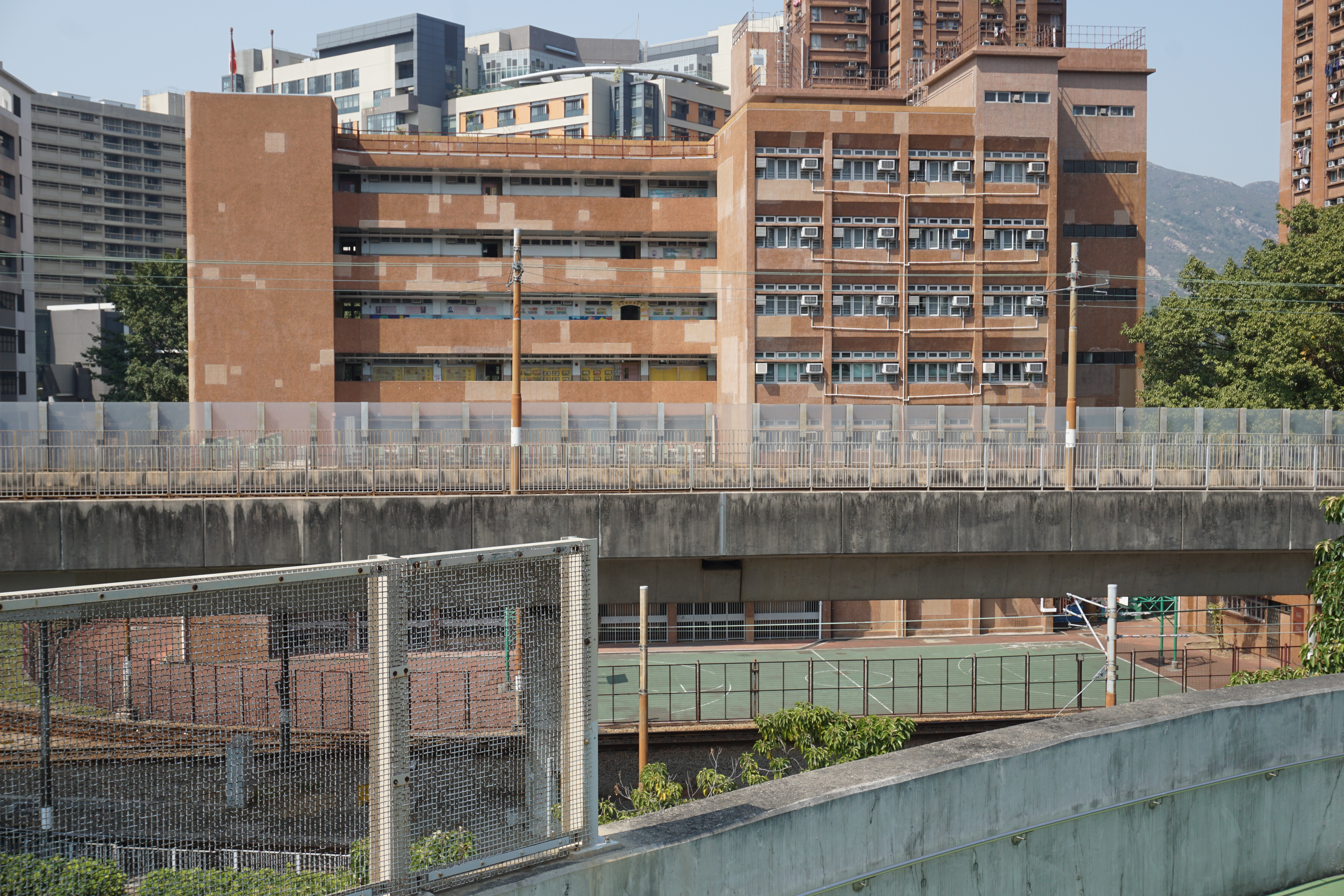
翻油前的屯門官立小學校舍東面（2017年2月）
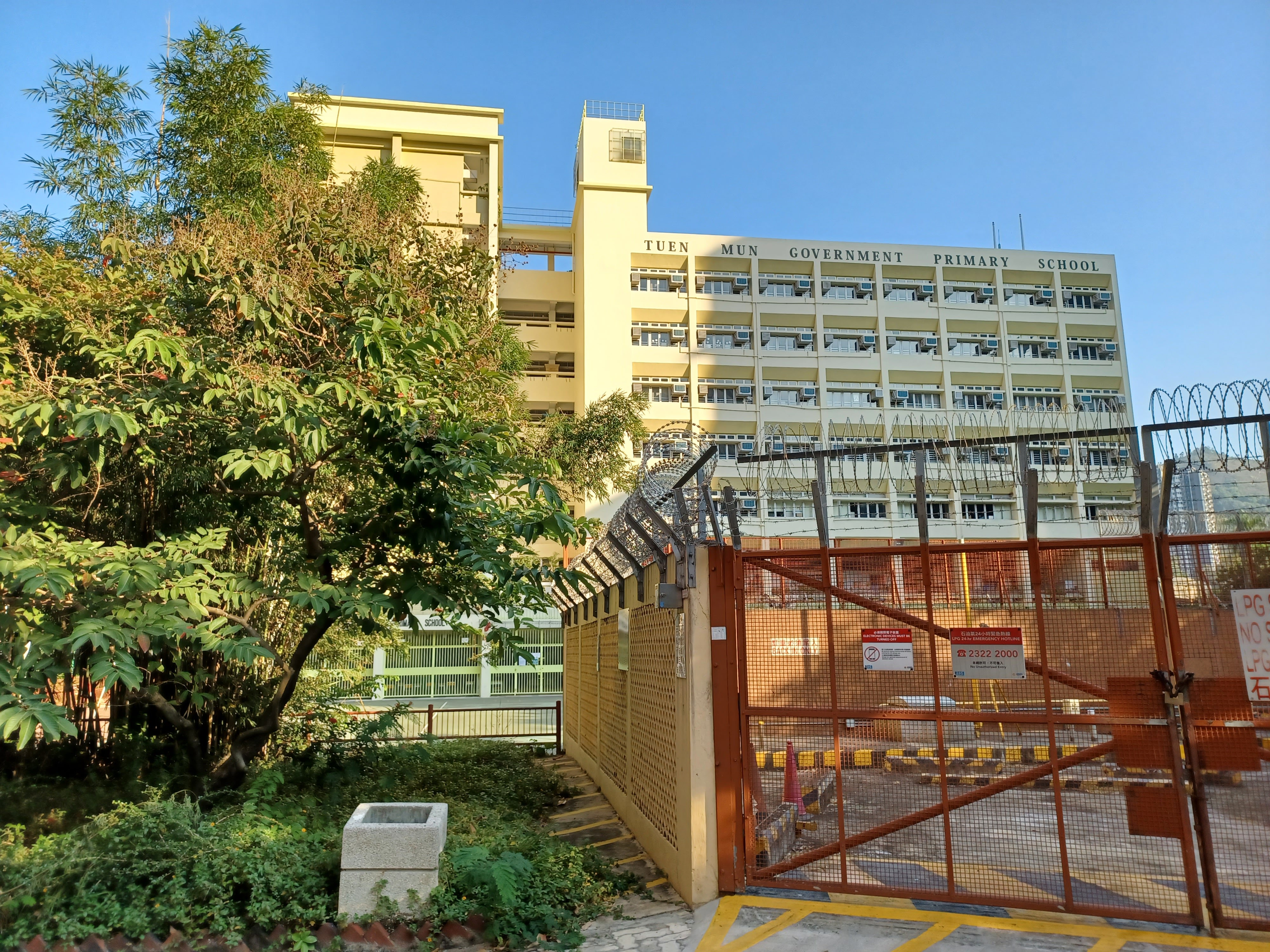
屯門官立小學校舍西面

## 校訓
敦厚務實、品學兼優、勵精圖治、學貫中外

## 辦學宗旨
著重學生五育均衡發展，培育學生建立健康的自我形象和正確積極的人生觀。學校致力發展學生的潛能，培養學生自學的精神，讓學生成為樂於學習、善於溝通、勇於承擔、敢於創新、貢獻國家、役於眾民的社會棟樑。

## 班級教學模式
配合教育局發展方向，全方位推動照顧學生個別差異。在教學上推行師生互動及生生互動的教學模式、著重學生的學習經歷，以培養學生自主學習及群性發展。

## 聯繫中學
屯門官立中學、南屯門官立中學、新界鄉議局元朗區中學

## 學校設施
學校設有24個課室、1個禮堂、3個操場。佔地面積3,912平方米，屬於「中型偏小」的校園。

## 資料來源與註釋
1. 1 2 3 4 5 6  . 家庭與學校合作事宜委員會. 2022-09-02  [2023-02-08]. （原始内容存档于2023-02-08） （中文（香港））.
2. 1 2  . 家庭與學校合作事宜委員會. 2000  [2023-02-08]. （原始内容存档于2001-02-09） （中文（香港））.
3. 1 2  香港教育資料中心. . 商務印書館. 1988: 377.
4. 1 2  香港教育工作者聯會香港教育資料中心. . 商務印書館. 1993: 481.
5. ↑  . 家庭與學校合作事宜委員會. 2000  [2023-02-08]. （原始内容存档于2001-02-09） （中文（香港））.
6. ↑   (PDF).   [2021-02-02]. （原始内容存档 (PDF)于2019-10-19）.
7. 1 2  . 升學天地.   [2023-02-08]. （原始内容存档于2020-08-07） （中文（香港））.